# 陸奥赤石駅
陸奥赤石駅（むつあかいしえき）は、青森県西津軽郡鰺ヶ沢町大字赤石町宇名原（うなはら）にある、東日本旅客鉄道（JR東日本）五能線の駅である。

## 歴史

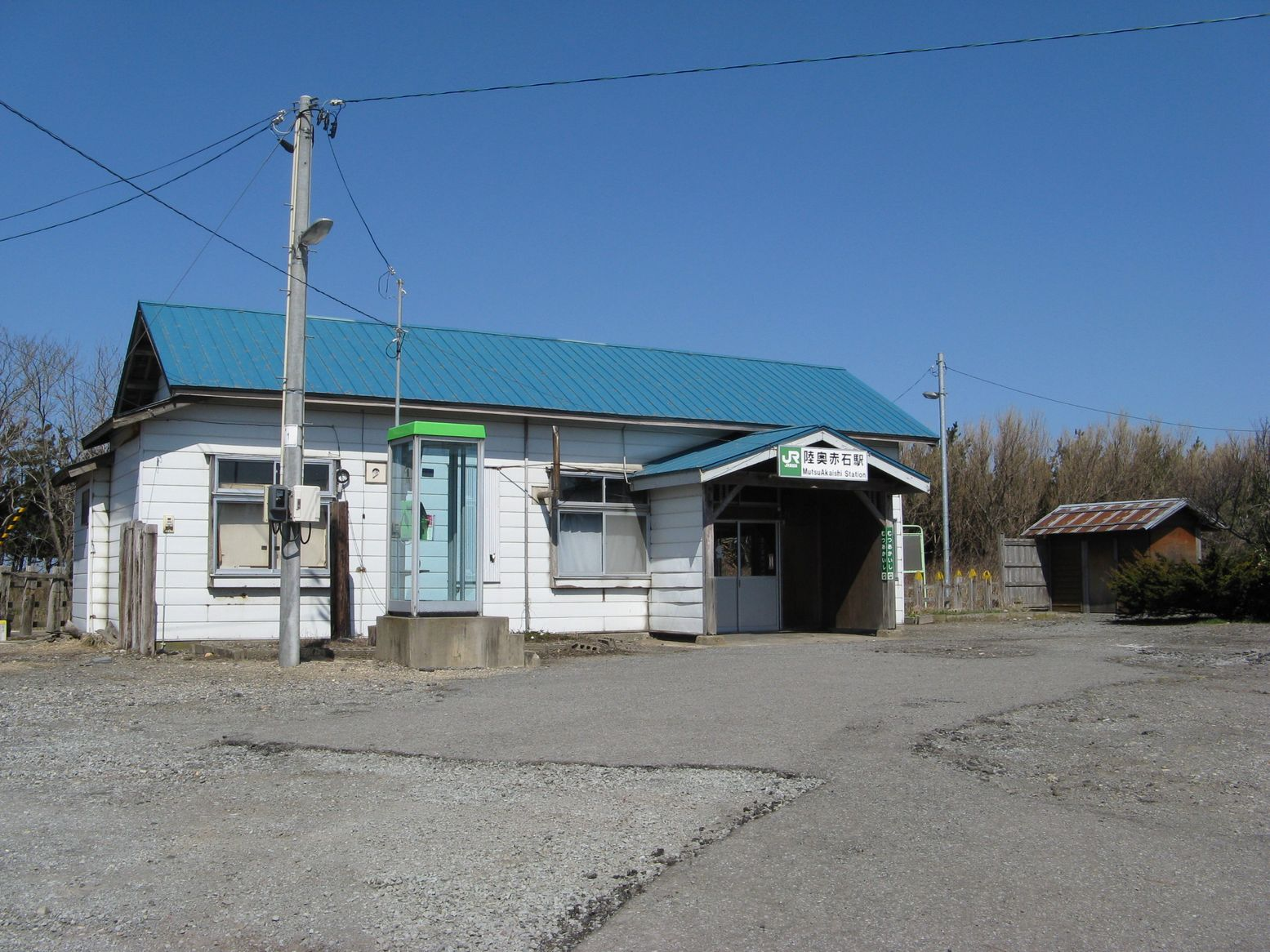
駅舎（2008年4月）

- 1929年（昭和4年）11月26日：国鉄の駅として西津軽郡赤石村に開業[2][3]。
- 1960年（昭和35年）10月1日：貨物の取り扱いを廃止[3]。
- 1984年（昭和59年）
  - 2月1日：荷物の扱いを廃止[3]。
  - 3月19日：無人化[2][4][5]。
- 1987年（昭和62年）4月1日：国鉄分割民営化により、JR東日本の駅となる[3]。
- 2012年（平成24年）8月：駅舎を改築[6]。
- 2024年（令和6年）10月1日：えきねっとQチケのサービスを開始[1][7]。

## 駅構造
単式ホーム1面1線を有する地上駅である。かつては交換設備を有していたが、単式にする際に下り線や側線を撤去した。現在使用しているのは上り線である。ホームは曲がっている。
1984年（昭和59年）3月から無人駅だが、木造駅舎がある。弘前統括センター（五所川原駅）が当駅を管理している。

## 駅周辺
- 赤石郵便局
- 国道101号
- 青森県道190号松代町陸奥赤石停車場線
- 赤石川
- 弘南バス「赤石駅前」停留所

## 隣の駅
東日本旅客鉄道（JR東日本）
■五能線
□快速
通過　
■普通
陸奥柳田駅 - 陸奥赤石駅 - 鰺ケ沢駅